# John David Jackson
John David Jackson (født 17. maj i 1963 in Denver i Colorado i USA), er en tidligere professionel bokser der var verdensmester i letmellemvægt og mellemvægt.klassen og blev boksetræner efter sin karriere sluttede.
I 1997 boksede han mod Bernard Hopkins om IBF mellemvægts-titlen. I en grim kamp hvor Jackson blev udkørt, vandt teknisk knock out i 7. omgang. Jackson tog en rematch mod Jorge Castroi 1998 som han havde tabt til i 1994, men tabte igen en pointafgørelse. Han blev pensioneret i 1999.

## Træner-karriere
Boksere han har arbejdet med inkluderer:
- Sergey Kovalev
- Kimbo Slice (UFC-kæmper der blev professionel bokser)
- Allan Green (startede med hans kamp mod Anthony Bonsante)
- Bernard Hopkins (for hans kamp mod Antonio Tarver)
- Shane Mosley (startede med hans kamp mod Winky Wright og stoppede efter hans første kamp mod Fernando Vargas)
- Nate Campbell (kæmperen Jackson ledte til en verdensmesterskabs-titel)
- Dyah Davis (Søn af den olympiske guldvinder fra 1976, Howard Davis Jr.)
- Brad Solomon
- Khabib Allakhvierdev
- Magomed Abdulsalamov
- Chris Algieri